# Шнеерсон, Моисей Борисович
Моисей Борисович Шнеерсон (1901—1939) — начальник Кооперативного управления НКВД СССР, бригинтендант (8 апреля 1936).

## Биография
Родился в селе Летая Смоленской губернии (по другим данным — в местечке Ляды Горецкого уезда Могилёвской губернии) в еврейской семье торговца лесом.
С февраля 1916 по март 1917 года давал частные уроки в Смоленске. С апреля 1917 по январь 1919 года — секретарь Западного обкома учащихся в Смоленске. В декабре 1919 года вступил в РКП(б).
В 1919—1920 годы служил в РККА: рядовой 7-го Отдельного кавалерийского дивизиона на Западном фронте (февраль 1919 — январь 1920), начальник политического отдела Смоленского гарнизона (февраль — ноябрь 1920).
С декабря 1920 по февраль 1922 года — ответственный секретарь Заднепровского райкома Смоленского горкома РКП(б). В последующие годы — на административной работе в Москве: комиссар и начальник погрузочно-разгрузочного отдела НКПС РСФСР—СССР (март 1922 — май 1924); секретарь Кредитного совещания, заведующий Административным отделом Госбанка СССР (июль 1925 — сентябрь 1926); главный врач амбулатории Госбанка СССР (сентябрь 1926 — октябрь 1929).
В 1929 году поступил на службу в органы ОГПУ / НКВД: младший врач 2-го стрелкового полка Отдельной дивизии особого назначения ОГПУ им. Дзержинского (20.11.1929 — 3.10.1930), начальник санчасти Высшей пограншколы ОГПУ СССР (3.10.1930 — 10.7.1932). С 10 июля 1932 по 10 июля 1934 года — помощник начальника 4-го отдела Главного управления пограничной охраны и войск ОГПУ СССР. С 14 июля 1934 по 1 февраля 1936 года возглавлял Кооперативное управление НКВД СССР. В 1936—1937 годы — в Административно-хозяйственном управлении НКВД СССР: заместитель начальника управления (2.2.1936 — 25.11.1937), начальник Хозяйственного отдела (2.2.1936—1937), начальник Отдела связи (28.3.1936 — 25.11.1937); одновременно — начальник санитарно-курортного отделения НКВД СССР (19.02.1937 — 25.11.1937). В 1937—1938 годы — заместитель начальника Сегежстроя ББК НКВД СССР (в том числе врид начальника в апреле 1938).
Арестован 24 октября 1938 года. 20 февраля 1939 года Военной коллегией Верховного суда СССР по обвинению в шпионаже и участии в контрреволюционном заговоре приговорён к расстрелу; в тот же день расстрелян на территории Донского кладбища. Похоронен на Донском кладбище (могила № 1).
Реабилитирован посмертно 5 октября 1957 Военной коллегией Верховного суда СССР.

## Адреса
- станция Сегежа Кировской железной дороги[5][7][6][12].

## Награды
- знак «Почётный работник ВЧК—ГПУ (XV)» (1934)[3][5][9].